# Хатунь (Смоленская область)
Хатунь — Деревня в Дорогобужском районе Смоленской области России. Входит в состав Алексинского сельского поселения.
Постоянное население по состоянию на 2009 год отсутствовало.
| Динамика численности населения |      |      |
| 2007                           | 2008 | 2009 |
| 5                              | 2    | 0    |

Расположена в центральной части области в 15 км к юго-востоку от Дорогобужа, в 14 км восточнее автодороги Р137 Сафоново — Рославль. В 29 км южнее от деревни находится железнодорожная станция Коробец на линии Смоленск-Сухиничи.

## История
В годы Великой Отечественной войны деревня была оккупирована гитлеровскими войсками в октябре 1941 года, освобождена в сентябре 1943 года.